# José Storie
José Storie (Brugge, 2 april 1899 - 29 juli 1961) was een Belgische kunstschilder. Storie schilderde voornamelijk portretten. zijn schilderstijl was realistisch en hij wist zijn personages een elegantie mee te geven. Hij schilderde ook enkele genretaferelen en stillevens met bloemen.

## Levensloop
Storie was student aan het Sint-Lodewijkscollege in Brugge en ontving een vrij volledige opleiding tot kunstschilder, enigszins verstoord door de Eerste Wereldoorlog: Stedelijke Kunstacademie Brugge (bij Flori Van Acker en Florimond Aerts), Academie voor Schone Kunsten in Brussel (1918-1922; bij Jean Delville en Herman Richir), bij L. Simon in Parijs en privéleerling bij de Britse beeldhouwer Sir Alfred Gilbert Esq.
Storie was oorlogsvrijwilliger in beide Wereldoorlogen.
In het eigen atelier leidde Storie leerlingen op. Hij was stichter van de kunstkring "Hedendaagse Kunst" in Brugge, lid van de Westvlaamse Kunstkring en lid van Kunst Centrum Ronse tussen 1955 en 1960. Onder andere Fernand Gevaert (1919-1965) was een leerling van Storie.
De jaren volgend op zijn overlijden was zijn atelier nog te bezichtigen als museum.

## Tentoonstellingen
- Deelname aan de driejaarlijkse salons
- Groepstentoonstelling "Maîtres de le femme" in de Galerie Studio in Oostende, 1934
- individueel in de Stedelijke Muziekacademie in Ronse, 3-17 februari 1952
- individueel in Il Convento de l'Arte et la Cultura, San Remo, 1955
- groepstentoonstelling in Ronse, juni 1955
- retrospectieve in de Stadshallen in Brugge, 1972.

## Musea en verzamelingen
- Brugge, Groeningemuseum
- Brugge, Kon. Hoofdgilde Sint-Sebastiaan (portretten van de hoofdmannen Verstraete (1926) en Godar (1954))
- Brussel, Koninklijke verzameling
- Provincie Oost-Vlaandeeren (Portret van Gouverneur Mariën)
- Provincie West-Vlaanderen (Portret van Provincieraadsvoorzitter A.Ronse (1937))
- Ronse, Museum, Portret van een vrouw (getiteld Romantisme)
- Sclessin, ACEC (Portret van P. Timmermans)